# Casal dels Sant-romà
El Casal dels Sant-romà és una obra de Vilanova de Sau (Osona) declarada Bé Cultural d'Interès Nacional.

## Descripció
Les restes que es veuen actualment corresponen a un mas que es va construir sobre les restes de l'antiga domus. De la qual encara són visibles algunes filades de carreus a la part inferior dels murs. El parament és de petits carreus de pedra rogenca.
L'estat de conservació de les restes era bastant deficient al començament de la intervenció de 2008. Aquesta actuació es va centrar en la neteja exterior de l'estructura i l'estudi murari per tal de realitzar una primera caracterització. La presumpta existència de tres pisos (planta baixa i dues plantes) només s'evidencia al pany de paret nord, fet d'aparell regular en carreus de pedra rogenca lligats amb ciment blanquinós. S'observa en general l'alternança de paraments amb tècniques constructives diferents i materials de procedència diferent que suggereixen l'existència de diverses fases i ampliacions. El cos principal i original de la domus és un edifici rectangular de 13,80x5,70m, orientat segons l'eix est-oest, fet amb carreus regulars ben escairats de gres vermell i calcària del qual resten intactes i visibles en alçat el mur nord i el mur oest, amb una porta a la cara nord i una altra possiblement a la cara sud. El tram est només és visible actualment en planta. La porta d'accés de la façana nord té 1,70m d'amplada, tot i que s'intueix per les corbes de nivell dels estrats d'enderroc que l'obertura principal es trobava a la façana sud. Aquesta base original de l'edifici es relaciona provisionalment amb la domus de la família de cavallers Sant-Romà de principis de segle xiv.
A sobre d'aquest rectangle original fet en carreus de gres, s'hi sobreposa un mur fet amb pedres calcàries irregulars de mida mitjana i petita, amb un acabat arrebossat a l'interior, i a l'exterior una composició de blocs irregulars que recorda un opus spicatum. L'alçada conservada d'aquest mur que correspon segons indiquen les restes d'embigat, a dos pisos, és de 5,8m en el sector NW. Aquests dos pisos superiors es poden relacionar amb la masia coneguda com a Castell Sessola que van ocupar la família de forners a finals de segle xix.
A la zona sud de les parets del casal es va documentar un tancament murari molt arrasat, format per pedres locals d'una factura descuidada. Sota del mur meridional es troba un pou-sitja que no s'ha pogut relacionar amb la domus.

## Història
Aquest casal es trobava dins del terme del castell de Cornil i era la residencia de la família de cavallers anomenada Sant-romà. Apareix documentat per primera vegada l'any 1326. La família al segle xiv es va traslladar a Olost i van vendre tots els béns que tenien a Sau.